# Salto mortale (film 1953)
Salto mortale (Man on a Tightrope) è un film del 1953 diretto da Elia Kazan e basato sul romanzo omonimo scritto nel 1952 da Neil Paterson.

## Trama
La storia è incentrata sulle vicende di Karel Cernik, proprietario di un circo nella Cecoslovacchia appena occupata dall'Unione Sovietica nel 1952.

## Produzione
Il film, diretto da Elia Kazan su una sceneggiatura di Robert E. Sherwood e un soggetto di Neil Paterson, fu prodotto da Robert L. Jacks per la Twentieth Century Fox Film Corporation e la Bavaria Film e girato nei Bavaria Filmstudios a Grünwald, in Germania, dal 2 settembre al 24 ottobre 1952. I titoli di lavorazione furono  International Incident e  Man on the Tightrope.  Nel marzo 1952 era stato annunciato che Anatole Litvak avrebbe curato la regia del film con Hildegard Knef nel ruolo della protagonista femminile poi affidato a Gloria Grahame. Per il principale ruolo maschile era stato fatto nel maggio 1952 il nome di James Mason, ma la scelta definitiva è poi caduta su Fredric March.

## Colonna sonora
- The Moldau - musica di Bedřich Smetana, arrangiamento di Franz Waxman e Earle Hagen
- Chattanooga Choo Choo - musica di Harry Warren
- Light Cavalry Overture - musica di Franz von Suppé
- Women Are Not Like Angels - musica di Franz Waxman cantata da Gloria Grahame
- William Tell Overture - musica di Gioachino Rossini

## Distribuzione
Il film fu distribuito con il titolo Man on a Tightrope negli Stati Uniti dal 1º aprile 1953 (première a Los Angeles) al cinema dalla Twentieth Century Fox.
Altre distribuzioni:
- in Germania Ovest il 29 giugno 1953 (Der Mann auf dem Drahtseil)
- in Austria nell'agosto del 1953 (Der Mann auf dem Drahtseil)
- in Spagna il 7 settembre 1953 (Madrid)
- in Svezia il 5 ottobre 1953 (Lindansaren)
- in Finlandia l'11 dicembre 1953 (Nuorallatanssija)
- in Danimarca l'11 giugno 1954 (Cirkus på flugt)
- in Portogallo il 23 settembre 1954 (Salto Mortal)
- in Belgio (Cirque en révolte e Het cirkus in opstand)
- in Polonia (Czlowiek na linie)
- in Grecia (Drapetai tou kokkinou tromou)
- in Messico (El circo fantasma)
- in Spagna (Fugitivos del terror rojo)
- in Brasile (Os Saltimbancos)
- in Italia (Salto mortale)

## Critica
Il Morandini non dà un giudizio positivo del film descrivendolo come pesante e goffo ed additandogli una "esplicita propaganda anticomunista". Le cause sarebbero da addebitare al regista Kazan e allo sceneggiatore Sherwood. Secondo Leonard Maltin il film vanta un "racconto dignitoso" e può contare su "bei momenti" anche se i personaggi risulterebbero "troppo forzati".